# Lịch sử nghệ thuật

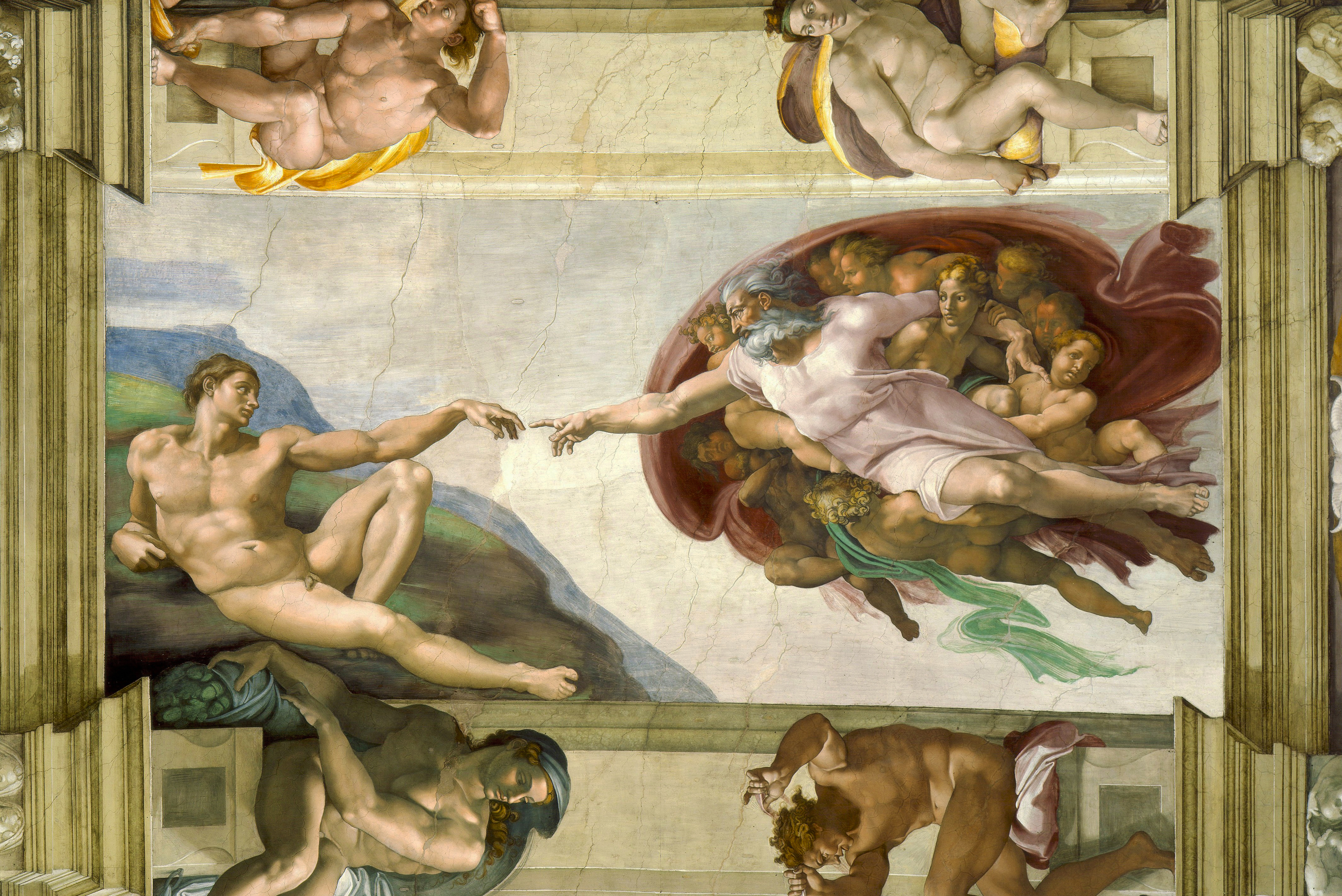
Sự tạo dựng Adam; bởi Michelangelo; 1508-1512; bích họa; 480,1 × 230,1 cm (15,7 × 7,5 ft); Nhà nguyện Sistine (Thành phố Vatican)

Lịch sử nghệ thuật tập trung vào các hiện vật được tạo ra bởi con người dưới dạng hình ảnh cho mục đích thẩm mỹ. Nghệ thuật thị giác có thể được phân loại theo nhiều cách khác nhau, chẳng hạn như tách mỹ thuật khỏi nghệ thuật ứng dụng; tập trung toàn diện vào sự sáng tạo của con người; hoặc tập trung vào các phương tiện khác nhau như kiến trúc, điêu khắc, hội họa, phim ảnh, nhiếp ảnh và nghệ thuật đồ họa. Trong những năm gần đây, những tiến bộ công nghệ đã dẫn đến nghệ thuật video, nghệ thuật máy tính, nghệ thuật trình diễn, hoạt hình, truyền hình và trò chơi điện tử.
Lịch sử nghệ thuật thường được kể như một niên đại của những kiệt tác được tạo ra trong mỗi nền văn minh. Do đó, nó có thể được đóng khung như một câu chuyện về văn hóa cao cấp, được thể hiện dưới dạng đỉnh cao là Kỳ quan thế giới. Mặt khác, các biểu hiện nghệ thuật bản địa cũng có thể được tích hợp vào các câu chuyện lịch sử nghệ thuật, được gọi là nghệ thuật dân gian hoặc thủ công. Càng gần gũi hơn khi một nhà sử học nghệ thuật tham gia vào các hình thức văn hóa thấp sau này, họ càng có khả năng họ sẽ xác định công việc của họ là kiểm tra văn hóa thị giác hoặc văn hóa vật chất, hoặc đóng góp vào các lĩnh vực liên quan đến lịch sử nghệ thuật, như nhân học hoặc khảo cổ học. Trong các trường hợp sau, các đối tượng nghệ thuật có thể được gọi là các hiện vật khảo cổ.